# Радишевский, Евгений Анатольевич
Евгений Анатольевич Радишевский — Основатель и Президент международного центра воинских искусств Бушин-Кай Интернэшнл.

## Биография
Начал заниматься боевыми искусствами в 1982 году. Карьеру в единоборствах начал с занятий по Самбо, через некоторое время перешел в Карате. В период службы в рядах Советской Армии с 1987 по 1989 г., изучал Рукопашный бой, который впоследствии преподавал ещё в течение нескольких лет, успешно выступая в соревнованиях и готовя спортивные команды.
- Окончил Хмельницкий Институт Социальных Технологий. Имеет высшее образование в области физической реабилитации, физической культуры и спорта.

- Преподаватель международного класса КИОШИ в традиционном японском Дзю-Дзюцу.

- Является членом W.E.B.B.S (штаб-квартира в Лондоне, Великобритания) с момента его основания в 2000 году и занимает пост Международного Координатора для стран Восточной Европы.

- Инструктор высшей категории World Class Всемирного Элитного Общества Черных Поясов (W.E.B.B.S)[2].

- ХАНШИ Джукошин рю Дзю-Дзюцу. Высший мастерский титул.

- МЭНКЁ КАЙДЭН Мото-ха Ёсин рю Дзю-Дзюцу

- ХАНШИ Мото-ха Ёсин рю Дзю-Дзюцу. Высший мастерский титул.

- СОДЭН Каншин рю Дзю-Дзюцу[яп.]

- СИНПИДЭН Рейки Микао Усуи

- Лицензированный преподаватель TRX и TRIGGER POINT

С 1997 года ученики созданной им организации регулярно занимают первые и призовые места в международных и национальных чемпионатах и турнирах по контактным поединкам в различных версиях, включая Европейские и Мировые соревнования разного уровня, открытые чемпионаты СНГ и стран СНГ. В копилке учеников Бушин-Кай звания чемпионов и призёров Европы и Мира по боевому Самбо, Грэпплингу, Карате Годзю-рю, Члены организации Бушин-Кай завоевывали звания чемпионов Мира и Европы в различных категориях по Бразильскому Джиу-Джитсу в 2018—2020 IBJJF. На первом любительском чемпионате Мира по MMA среди подростков, прошедшего в Италии двое учеников Одесского центра Бушин-Кай завоевали звания чемпионов мира.
В 2004 году, в Японии, Евгений Радишевский первым из европейцев получил степень «Окудэн» (секретную передачу знаний и практик) в традиционном Дзю-Дзюцу Мото-ха Ёсин-рю от своего учителя соке Ясумото Акиёши, одного из наиболее авторитетных мастеров японского Дзю-Дзюцу нашего времени. В 2012 году он получил высшую степень и признание в японском Будо — Мэнкё Кайдэн Мото-ха Ёсин-рю — линия мастера Ясумото Акиёши, мастера высшего уровня Менкё Кайдэнся школы Хонтай Ёсин-рю, прямого ученика и последователя легендарных японских мастеров Минаки Сабуро (Дзю-Дзюцу) и Накагава Синичи (Иайдо). В 2018 году Е. А. Радишевский также получил от соке Ясумото 5-й Дан в Иайдо.
В 2015 году, в городе Мацуэ, в Японии, Евгений Радишевский со своими коллегами и друзьями Сергеем Кобловым и Константином Малыгиным от канчо Сигеоши Синичи получили уровень «Содэн» — высшую степень в традиционном японском Дзю-Дзюцу школы Каншин рю.
В 2018, после многолетних ежегодных стажировок, после аттестации на 4-й Дан, лично от своего учителя соке Мотобу Чосэя получил титул Джун Шихан в обеих версиях легендарной школы Мотобу рю Кемпо (Карате-Джитсу) и Мотобу рю Удунди (Боевое искусство Королевской семьи Окинавы)
Евгений Радишевский является автором учебно-тренировочной программы «Тренинг инстинктивно-рефлекторного реагирования», которая успешно апробирована как со спортивными коллективами, так и с сотрудниками подразделений специального назначения. С 1999 года Евгений Радишевский проводил тренинги и семинары по тактико-специальной подготовке и рукопашному бою для подразделений МВД Украины (включая спецподразделения ГСО, центры боевой подготовки МВД, спецподразделения Внутренних Войск и спецназ судебной милиции), республиканского Специального Отряда Быстрого Реагирования (СОБР) Приднестровья и республиканской бригады специального назначения МВД Молдовы, службы безопасности президента Молдовы, за что имеет ряд официальных благодарностей. Он неоднократно принимал участие в обучении телохранителей Управления Государственной Охраны Украины (охрана первых лиц страны) и разрабатывал специальные обучающие программы.
За годы работы созданного им международного центра, шихан Радишевский и его ученики подготовили более ста обладателей чёрного пояса, многие из которых сейчас руководят филиалами Центра. Представительства его организации работают во многих странах мира.
Отец троих детей. Сыновья Николас Радишевский (год рождения 2000) и Михаил Радишевский (год рождения 2011), дочь Екатерина Радишевская (год рождения 2019).
Ежегодно, с 2005 года Евгений Радишевский организует поездки на стажировку в Японию. Эти поездки включают не только ежегодные тренировки у японских мастеров высшего класса, но и огромную экскурсионную и культурную программу, включающую в себя практически ежедневное посещение исторических мест, монастырей, медитации, восхождение на горы (включая подъём на Фудзияму) и участие в различных мероприятиях. О некоторых мероприятиях были сняты репортажи на японском ТВ. Поездки включают перемещение почти по всей Японии (Хонсю), включая посещение островов Кюсю и Сикоку. 
С 2016 года группы Бушин-Кай ежегодно посещают Окинаву.

## Награды
- 1991 — Чемпион по Кумите в соревнованиях организованных Украинской федерацией рукопашного боя и собравших множество участников из разных республик СССР.

- 1992 — Награждён грамотой «Тренер года» Украинского отделения Всесоюзной федерации рукопашного боя и традиционного каратэ, за подготовку ряда успешных спортсменов и абсолютного чемпиона страны.

- 2005 — на первом международном турнире по Ката Ёсин-рю Дзю-Дзюцу в Японии (Тоттори Будокан) занял первое место в одной из версий.

- 2009 — руководством Внутренних Войск Украины награждён Андреевской медалью «Честь, Мужество, Закон» (№ 185 от 14.05.2009).

- 2009 — награждён почетной грамотой УГО и ведомственным почетным знаком «За отличие в службе» (Пр. № 150 от 12.05.2009).

- 2009 — официальная благодарность от Мотоха Ёсин рю Интернэшнл и лично от соке Ясумото за развитие школы в странах Восточной Европы.

- 2019 — награждён дипломом W.E.B.B.S за более, чем 20-ти летнюю практику боевых искусств, LONG SERVICE AWARD.

- 2020 — включён в W.E.B.B.S Hall of Fame, Зал Славы Всемирного Элитного Общества Черных Поясов.

## Книги и публикации
- 1998 — «Дзю-дзюцу — боевое искусство самураев». Одесса, Украина

- 2003 — «Джиу джитсу. Боевое искусство самураев». Минск, Беларусь (переиздания 2006, 2009 под названием «Джиу Джитсу. Искусство побеждать»)

- 2005 — «Мотоха Йошин рю дзю-дзюцу». Киев, Украина.(в соавторстве с Соке Ясумото). Издана в на русском и английском языках.

- 2006 — «Бушинкан дзю-дзюцу. Ката и рандори». Киев, Украина.

- 2010 — «Мое джиу джитсу». Донецк, Украина.

- 2023-2024 — «Мотоха Йошин рю дзю-дзюцу». 6-ти томник. Электронное издание.

- 2024 - «Бушинкан танто дори». 2-х томник. Электронное издание.

- 2025 - «Дзинтай кюшо дзюцу (уязвимые точки человеческого тела)». 3-х томник. Электронное издание.

- 2025 - «Каппо (способы оживления)». Электронное издание.

Евгений Радишевский ведет личный канал на Youtube, читает лекции и записывает короткие учебные программы.

## Международная Техническая Квалификация
- Мото-ха Ёсин рю Дзю-Дзюцу — МЭНКЁ КАЙДЭН 2012 год, 8-й Дан 2022 год (присвоен соке Акиёши Ясумото, главой Кокусай Мотоха Ёсин Рю Дзю-Дзюцу, Йонаго, Япония).

- Каншин рю Дзю-Дзюцу[яп.] — СОДЭН 2015 год (присвоен канчо Сигеоши Синити (Shigeyoshi Shinichi), 8-й Дан, Мацуэ, Япония).

- Каншин рю Иайдо[яп.] — 4-й Дан Шидоин[англ.] (инструктор) 2023 год (присвоен соке Мацумото, Мацуэ, Япония).

- Фусэн рю Дзю-Дзюцу — ШОДЭН 2022 год (присвоен Сигеоши Синити (Shigeyoshi Shinichi), окудэн, шихан, Мацуэ, Япония).

- Джукошин рю Дзю-Дзюцу[7] — 8-й Дан 2020 год (присвоен Брайаном Чиком, 10-й Дан, Президентом Джукошин рю Интернэшнл, Лондон, Великобритания).

- Мотобу рю Удунди [5] — 5-й Дан шихан 2025 год (присвоен соке Мотобу Чосэем, 10-й Дан, Кайдзука (Осака) , Япония).

- Мотобу рю Карате-Дзюцу — 4-й Дан Джун-шихан 2016—2018 (присвоен соке Мотобу Чосэем, 10-й Дан, Кайдзука (Осака) , Япония).

- Мугай Шиндэн Мотоха Фудошин Иай — 5-й Дан шихан 2018 год (присвоен соке Ясумото Акиёши и киоши[англ.] Накаи Норисато, Йонаго, Япония).

- Дайто-рю Айки-Дзю-Дзюцу — 4-й Дан 2025 год (присвоен канчо Ямамото Ацуши, Япония).

- Рейки Микао Усуи — СИНПИДЭН, шихан (мастер-учитель) 2006 год (передан Матсиендранатхом, Индия).

- Юмэйхо — 2-й дан 2008 год (присвоен В.Самбир КМИНМ, Украина).

- Джукошин рю Дзю-Дзюцу — ХАНШИ 2020 год. Высший мастерский титул. (присвоен Брайаном Чиком, 10-й Дан, Президентом Джукошин рю Интернэшнл, Лондон, Великобритания).

- Мото-ха Ёсин рю Дзю-Дзюцу — ХАНШИ 2022 год. Высший мастерский титул.  (присвоен соке Акиёши Ясумото, 10-й Дан, Президентом Мотоха Ёсин Рю Интернэшнл, Йонаго, Япония).

- Nihon Karatedo Kyoiku Kenkyu Kai Butokukan[8]  6-й Дан шихан 2025 год. (присвоен шихан Сигеоши Синити (Shigeyoshi Shinichi), 8-й Дан, Мацуэ, Япония.)

- Тайцзицюань - 1 уровень 2025 год. (присвоен мастером Сигеоши Синити (Shigeyoshi Shinichi), Мацуэ, Япония).